# Euonthophagus yemenicus
Euonthophagus yemenicus är en skalbaggsart som beskrevs av Vladimir Balthasar 1946. Euonthophagus yemenicus ingår i släktet Euonthophagus och familjen bladhorningar. Inga underarter finns listade i Catalogue of Life.